# مردم یوت
مردم یوت (انگلیسی: Ute people) مردمان بومی گریت بیسین هستند که امروزه عموماً در یوتا و کلرادو زندگی می‌کنند. سه منطقه حفاظت شده قبیله‌ای یوتی وجود دارد. نام ایالت یوتا از مردم یوت گرفته شده است. واژهٔ یوت در زبان آن مردم به معنی «سرزمین خورشید» است.